# Тіс Крейзе
Тіс Крейзе (нід. Ties Kruize, 17 листопада 1952) — нідерландський хокеїст на траві.
Учасник Олімпійських Ігор 1972, 1984 років.
Чемпіон світу 1973 року, срібний призер 1978 року.
Переможець Трофею чемпіонів 1981 року.
Чемпіон Європи 1982, 1983 років, бронзовий призер 1974 року.